# رولاند بي فالكنر
رولاند بي فالكنر (بالإنجليزية: Roland Post Falkner)‏ هو اقتصادي أمريكي، ولد في 14 أبريل 1866 في بريدجبورت في الولايات المتحدة، وتوفي في 1940.